# Personnages de L'Anneau-Monde
Cette page présente les différents personnages du roman L'Anneau-Monde de Larry Niven et de ses suites.

## Hominiens

### Terrien
- Louis Wu, terrien âgé de deux cents ans qui aime prendre des congés sabbatiques et se retrouver seul dans l'espace ;
- Teela Jandrova Brown, terrienne de vingt ans qui parait superficielle de prime abord, mais qui semble bénéficier d'une chance à toute épreuve ;

### Bâtisseurs de cités
Peuple ayant bâti les cités de l’Anneau-Monde après que les protecteurs Pak aient laissé ce dernier et ses habitants, leurs descendants, à leur sort.
- Halrloprillalar Hortufan, dite « Prill », prostituée naufragée ;
- Chercheur, humanoïde de l’Anneau-Monde dont Teela Brown tombe amoureuse.

## Marionnettiste de Pierson
- Nessus, Marionnettiste de Pierson (être à deux têtes, deux bouches qui lui servent de mains et trois jambes) couard comme le sont ceux de sa race.
- L'Ultime : le chef expérimentaliste des Marionnettistes de Pierson au moment de la première expédition sur l'Anneau-Monde. Compagnon de Nessus, il sera par la suite chassé de la tête de son monde et lancera, aux côtés de Louis Wu et Chmeee, la deuxième expédition sur l'Anneau-Monde.

## Kzinti
- Chmeee ou Parleur-aux-Animaux, compagnon de Louis Wu lors des deux premières expéditions sur l’Anneau-Monde.
- Acolyte, fils aîné de Chmee, compagnon de Louis Wu pendant les événements de Trône de l’Anneau-Monde et Les Enfants de l’Anneau-Monde.